# 吉野量哉
吉野 量哉（よしの かずや、1968年（昭和43年）4月4日 - ）は、日本の出版アドバイザー、芸能プロダクション『Office Dynamite & Dancing Family』代表。東京都生まれ。千葉県松戸市育ち。血液型AB。

## 来歴
少年期は非行に走り、暴走族『松戸スペクター』に加入。16代目総長を務める。その後、建築業、サービス業などを経て、コーディネーターに転身。その豊富な経験と人脈を活かして、2000年以降、数多の雑誌・テレビ・映画・Vシネマの現場にアドバイザーとして参画。現在に至る。

## 雑誌
- 『週刊プレイボーイ』（集英社）
- 『SPA!』（扶桑社）
- 『実話ナックルズ』（大洋図書）
- 『Men's Street』（竹書房）
- 『週刊実話 ザ・タブー』（日本ジャーナル出版）
- 『実話マッドマックス』（コアマガジン）
- 『劇画マッドマックス』（コアマガジン）
- 『実話時代』（メディアボーイ）
- 『爆写EX』（メディアックス）

## 書籍
- 『暴走族、わが凶状半生』（2008年、コアマガジン）ISBN 978-4862524614 中村淳彦との共著
- 『無罪 〜裁判員裁判372日の闘争…その日〜』（2012年、竹書房）ISBN 978-4812490761（構成：影野臣直／協力：高野隆法律事務所）
- 『アウトローと語る社会問題』（2019年、医学と看護社）著者：舘野雄貴／監修

## コミック
- 『ジゴロ次五郎』（2002年-2007年、講談社『週刊少年マガジン』連載）原案
- 『実録暴走族抗争 相模スペクター 伊藤親博伝 南関東覇権戦争』（2009年、竹書房）監修

## テレビ
- 『欲9』（2006年、日本テレビ）
- 『怒りオヤジ』（2005年-2009年、テレビ東京）
- 『メデューサの瞳 〜人を見抜く天才たち〜』（2007年-2008年、テレビ東京）
- 『JAPANロッケフェスティバル』（2010年、フジテレビ）
- 『ワケありバンジー』（2010年、ワケありバンジー製作委員会）
- 『愛する姫のために』（2012年、日本テレビ）
- 『スギちゃんのワイルド100』（2012年、BeeTV）
- 『リアクションGP』（2012年、BeeTV）

## 映画
- 『アウトサイダー』（2018年、Netflix）キャスティング協力

## Vシネマ
- 『わが凶状半生』（2010年、GPミュージアムソフト）ASIN B003CALJ1O 企画協力・監修
- 『わが凶状半生 完結編』（2010年、GPミュージアムソフト）ASIN B003JBKDHC 企画協力・監修
- 『実録 平成暴走烈士』（2014年、オールインエンタテインメント）ASIN B00ME0CYTY 監督

## 傷害致死容疑
2010年（平成22年）11月1日、警視庁綾瀬署は「路上で面識のない男性を殴って死亡させた」として、吉野を傷害致死容疑で逮捕した。しかし、吉野は逮捕当初から一貫してこれを否認。起訴後も無罪を主張しつづけた。

その後、裁判員制度のもとで行われた審理を経て、2011年（平成23年）10月24日、東京地裁は暴行と死亡との因果関係には言及しつつも、「（泥酔状態にあった相手男性からの）差し迫った攻撃に対し、防衛の意思で暴行を行ったことは否定できない」として、正当防衛を認定。懲役5年の求刑に対し、無罪を言い渡した。検察側は控訴せず、確定。2012年11月に、その一部始終を綴った闘争記『無罪 〜裁判員裁判372日の闘争…その日〜』を上梓した。